# Mercado relevante
El Mercado relevante de un producto se define como el mercado en el que un producto (o servicio) compite con otros similares. Para determinar el mercado relevante de un producto, se considera la oferta y demanda del mismo. Este enfoque de determinación de mercado relevante puede ser obtenido a través de dos tipos de análisis: 1. sobre la dimensión del producto o, 2. sobre la dimensión geográfica.

### Dimensión de producto
Un mercado relevante analizado a través de la dimensión de producto engloba a todos aquellos productos y servicios a los que los consumidores consideran como sustituibles con base en sus características, precios y los canales de distribución. Dicho de otra forma, de parte de la demanda, se toman en cuenta los productos sustitutos con los que el consumidor puede satisfacer la misma necesidad. A su vez, por el lado de la oferta se considera la capacidad productiva de empresas ya establecidas y la de nuevas empresas para proveer inmediatamente el mismo producto sin incurrir en costos apreciables.

### Dimensión geográfica
Se refiere al espacio geográfico en donde se ofrecen y demandan los productos dentro de un mercado relevante y en el que los consumidores pueden recurrir indiscriminadamente a los productores y viceversa, sin la necesidad de incurrir en costos adicionales significativos.También, la dimensión geográfica involucra la competencia uniforme dentro de un área determinada (local, nacional, regional, etc.) que puede diferenciarse de la de otros espacios geográficos vecinos.

### Elasticidad precio y elasticidad cruzada
Los bienes sustitutos son importantes tanto para los consumidores, como para las empresas porque fomentan la competencia dentro del mercado y de ellos depende la proporción en que las empresas pueden elevar sus precios por encima de niveles competitivos. De igual manera, los bienes sustitutos juegan un papel esencial en la determinación de elasticidades dentro del mercado. Por ello, en el mercado relevante existen dos tipos de elasticidades: elasticidad precio y elasticidad cruzada. La primera analiza la interacción de la demanda de un producto ante un aumento en su precio. Una elasticidad-precio alta, indica que el consumidor sustituye el bien más caro (disminuyendo su demanda) por otro similar a él. Por otro lado, la elasticidad cruzada indica el posible efecto en el consumo del bien “i”, cuando el precio del bien “j” aumenta. Así, cuando existe una elasticidad cruzada positiva, quiere decir que cuando el precio de “j” aumenta, el consumo de “i” también aumenta.

### SSNIP Test
Para determinar si los bienes son sustitutos o no se emplea el SSNIP Test (Small but Significant Non-Transitory Increase in Price Test), también conocido como el test del monopolista hipotético. Este considera qué tanta demanda se transfiere a los sustitutos y el cambio en el margen de utilidad debido al incremento de precio. El SSNIP Test determina si al monopolista hipotético le conviene aumentar sus beneficios mediante un pequeño, pero significativo aumento no transitorio en el precio. Si no le es rentable porque perdería ventas, el mercado relevante debe expandirse para incluir a los sustitutos más próximos, es decir, aquellos por los que los consumidores intercambiarían el producto del monopolista hipotético.
Para realizar el SSNIP Test, se delimita el mercado relevante del producto y geográfico comenzando con un mercado relevante pequeño A, el cual se analizará a través del SSNIP Test para comprobar si las empresas dentro de A pueden aumentar sus precios en un 5 % al 10 %, al menos por un año, y seguir beneficiándose de ello. De esta forma, si la respuesta es negativa, el mercado A no será un mercado relevante debido a que ninguna empresa tiene la capacidad de fijar precios dentro del mercado. Por ende, se deberá de incorporar al mercado A los sustitutos más cercanos B que limitan la existencia del poder de mercado en A. Posteriormente, después de haber incorporado los sustitutos B al mercado A se realiza nuevamente el procedimiento para determinar si los mercados A y B pueden aumentar su precio del 5% al 10% real, al menos por un año, y seguir obteniendo beneficios. En caso de que la respuesta sea afirmativa, quiere decir que A y B constituyen un mercado relevante. Por el contrario, si resulta negativo, se deben de añadir otros sustitutos al mercado relevante y repetir el proceso hasta que la respuesta sea afirmativa.

### Falacia del celofán
Un concepto importante dentro del estudio de mercado relevante es la falacia del celofán. En Estados Unidos, la Comisión Federal de Comercio acusó a la empresa Du Pont en 1956 porque había violado la sección 2 del Sherman Act, la cual establecía la prohibición de monopolios. La Comisión Federal de Comercio acusaba a la empresa de sostener un monopolio dentro del mercado del papel celofán ya que ésta poseía el 75% de la producción en Estados Unidos. A pesar de ello, la empresa defendió que el mercado relevante no era del celofán, sino que incluía a otros bienes con material de empaque flexible como el papel, el aluminio, etc. Convenciendo así a la corte de que sí había un grado de sustitución y no se trataba de un monopolio. Sin embargo, la corte no consideró que al tener ostentar la mayoría de la producción, Du Pont tenía poder de mercado, es decir, la capacidad de fijar precios por encima del nivel de competencia. Consecuentemente, la falacia recae en que los consumidores recurren a bienes sustitutos no porque éstos cubran la misma necesidad que el celofán, sino porque su precio ya es de por sí elevado. Así, para ser considerados productos sustitutos reales, la intercambiabilidad debe analizarse mediante precios competitivos.